# Jude Deveraux

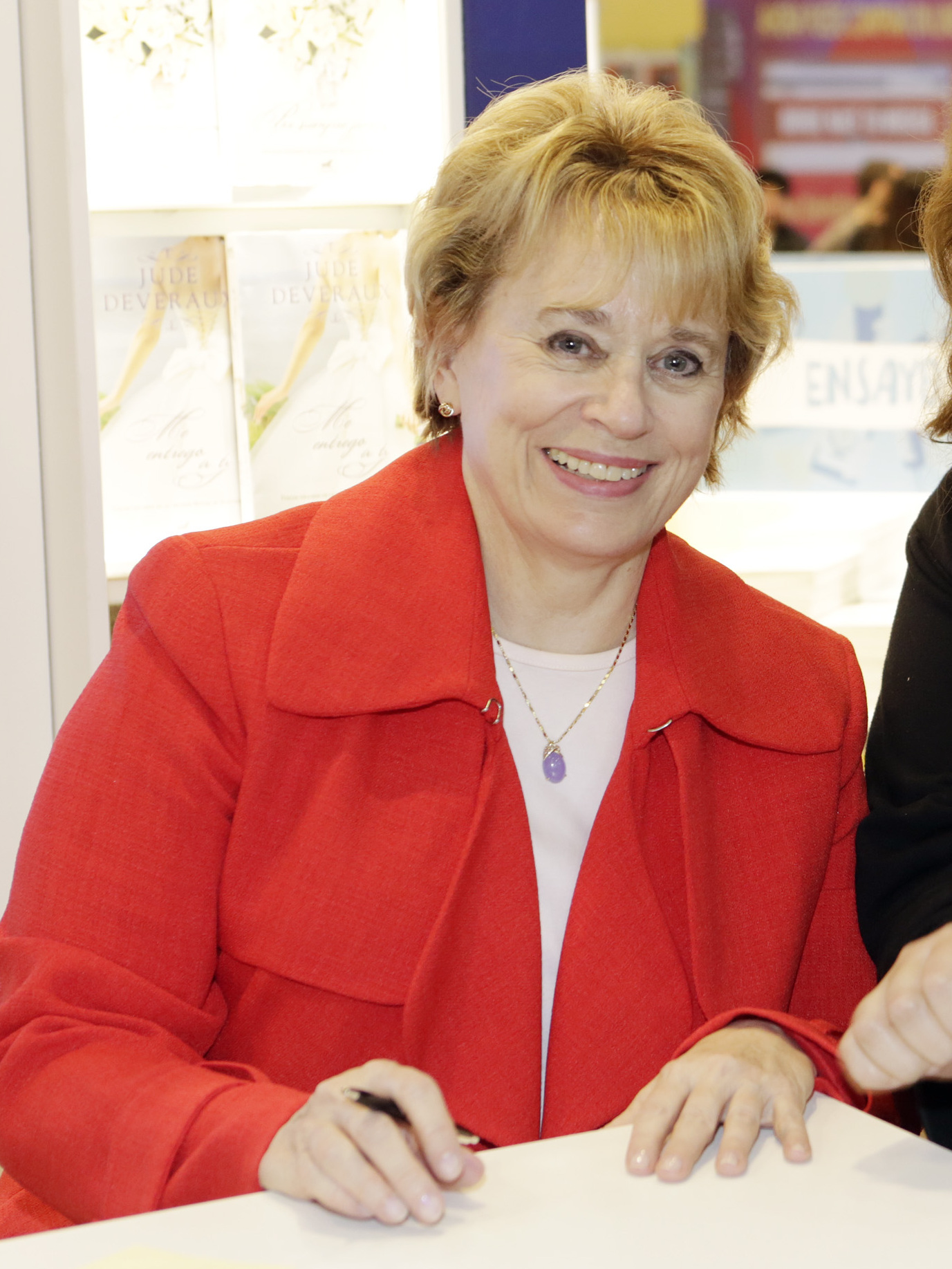
Jude Deveraux (2016)

Jude Gilliam (* 20. September 1947 in Fairdale, Kentucky) ist eine US-amerikanische Autorin von Liebesromanen. Sie publiziert ihre Bücher unter dem Pseudonym Jude Deveraux.

## Biographie
Jude Gilliam ist die älteste Schwester von vier Brüdern und hat eine ausgedehnte Familie.
Sie besuchte die Murray State University in Murray, Kentucky und machte ihren Abschluss in Kunst. Sie arbeitete als Lehrerin, bevor sie 1976 mit dem Schreiben begann. Ihr erstes Buch wurde 1977 veröffentlicht, anschließend kündigte sie ihre Lehrerstelle, um sich ganz dem Schreiben zu widmen.
1967 heiratete sie ihren ersten Ehemann und nahm dessen Nachnamen 'White' an. Vier Jahre später wurden sie geschieden. Später heiratete sie Claude Montassir und adoptierte einen Sohn, Sam Alexander Montassir, welcher im Alter von acht Jahren am 6. Oktober 2005 bei einem Motorrad-Unfall verstarb. Von Claude Montassir ist sie ebenfalls geschieden.
Jude Deveraux lebte in verschiedenen Ländern und überall in den Vereinigten Staaten. Im Moment wohnt sie in North Carolina und besitzt ein Haus in Italien.

## Bibliographie
Ihre historischen Romanzen basieren auf starken Heldinnen und handeln davon, wie diese die Liebe mit einem Helden finden. Deveraux hat ebenso verschiedene Anthologien mit anderen Schriftstellerinnen ihres Genres veröffentlicht. Obwohl sie vorwiegend ihre Handlungen im Mittelalter ansiedelt, schreibt sie auch über spätere Epochen. Einige ihrer Geschichten basieren auf Zeitreisen, seit kurzem verwendet sie auch übernatürliche Elemente. Dennoch wird sie sich auch in Zukunft auf das 15. und 16. Jahrhundert konzentrieren.
Eine große Anzahl ihrer Bücher handelt von derselben Familie, den Montgomerys. Regelmäßig veröffentlicht sie neue Geschichten um die einzelnen Familienmitglieder. Ein Nebenzweig der Familie wird ebenso ausführlich behandelt, die Taggarts.

### Einzelgeschichten
- The Enchanted Land (1978) - Herz in Aufruhr
- Casa Grande (1982) -
- The Invitation* (A Perfect Arrangement & Matchmaker) (1993) - (Unwiderstehliches Verlangen) Zur Liebe Verurteilt / Was mit Hass begann (*Im Original befinden sich alle drei Storys in diesem einem Buch.)
- Remembrance (1994) - Der Held ihrer Träume
- Legend (1996) - Wenn Zauberhände mich berühren
- An Angel for Emily (1998) - Geliebter Engel / Ein Engel für Emily
- The Blessing (1998) -
- Temptation (2000)  - Sehnsucht, die das Herz berührt
- The Summerhouse (2001) - Welche Farbe hat das Glück
- The Mulberry Tree (2002) - Sommer unter dem Maulbeerbaum
- Wild Orchids (2003) - Wilde Orchideen
- First Impressions (2005) -
- Carolina Isle (2006) -

### Die Montgomery-Familie

#### Der Anfang
- The Black Lyon (1980) -
- The Maiden (1988) - Im Zwiespalt der Gefühle

#### Die Ascotts
(Der Name Ascott ist eine Erfindung der deutschen Übersetzer des Romans. Im englischen Original heißt die Familie der männlichen Helden Montgomery.)
1. The Velvet Promise (1981) - Judith
2. Highland Velvet (1982) - Alicia
3. Velvet Song (1983) - Clarissa
4. Velvet Angel (1983) - Fiona

#### Mittelalter
- The Heiress (1995) - Wen die Sehnsucht besiegt

#### Unabhängigkeitskrieg
- The Raider (1987) - Liebe kennt keine Gefahren

#### 19. Jahrhundert
- The Temptress (1986) - Die Verführerin
- Mountain Laurel (1990) - Duell aus Liebe
- The Duchess (1991) - Zwischen Leidenschaft und Liebe
- Eternity (1992) - Die schöne Lügnerin
- Wishes (1989) - Heimliche Wünsche

#### 20. Jahrhundert
- The Awakening (1988) - Lodernde Glut
- The Princess (1987) - Die Prinzessin
- A Knight in Shining Armor (1989)  - Mehr als nur Träume

#### Zeitgenössisch
- High Tide (1999) - Wellen der Leidenschaft / Goldschatz
- Someone to Love (2007)

#### Für Immer Serie
1. Forever (2002) - Für immer und alle Zeit
2. Forever and Always (2003)
3. Always (2004)

### James River Sage
- Sweetbriar (1983) - Rendezvous in Kentucky
- Counterfeit Lady (1984) - Geliebter Tyrann
- Lost Lady (1985) - Und am Ende siegt die Liebe
- River Lady (1985) - Dieses heißersehnte Glück

### Taggert
- Twin of Ice (1985) - Herz aus Eis
- Twin of Fire (1985) - Herz aus Feuer
- Sweet Liar (1992) - Jene Nacht im Frühling
- Holly (2003)

### Peregrine Familie
- The Taming (1989) - Die Zähmung
- The Conquest (1991) - Liebe ist stärker als Haß

### Anthologie
- "A Holiday of Love" (1994) - 'Ein Mann für Mom' aus 'Im Paradies der Liebe'
- "Simple Gifts - 'Einfach neugierig' aus 'Fünf verzauberte Herzen'[5]
- Upon a Midnight Clear (1998)
- "A Season in a Highlands" (2000)